# Dos y pingada

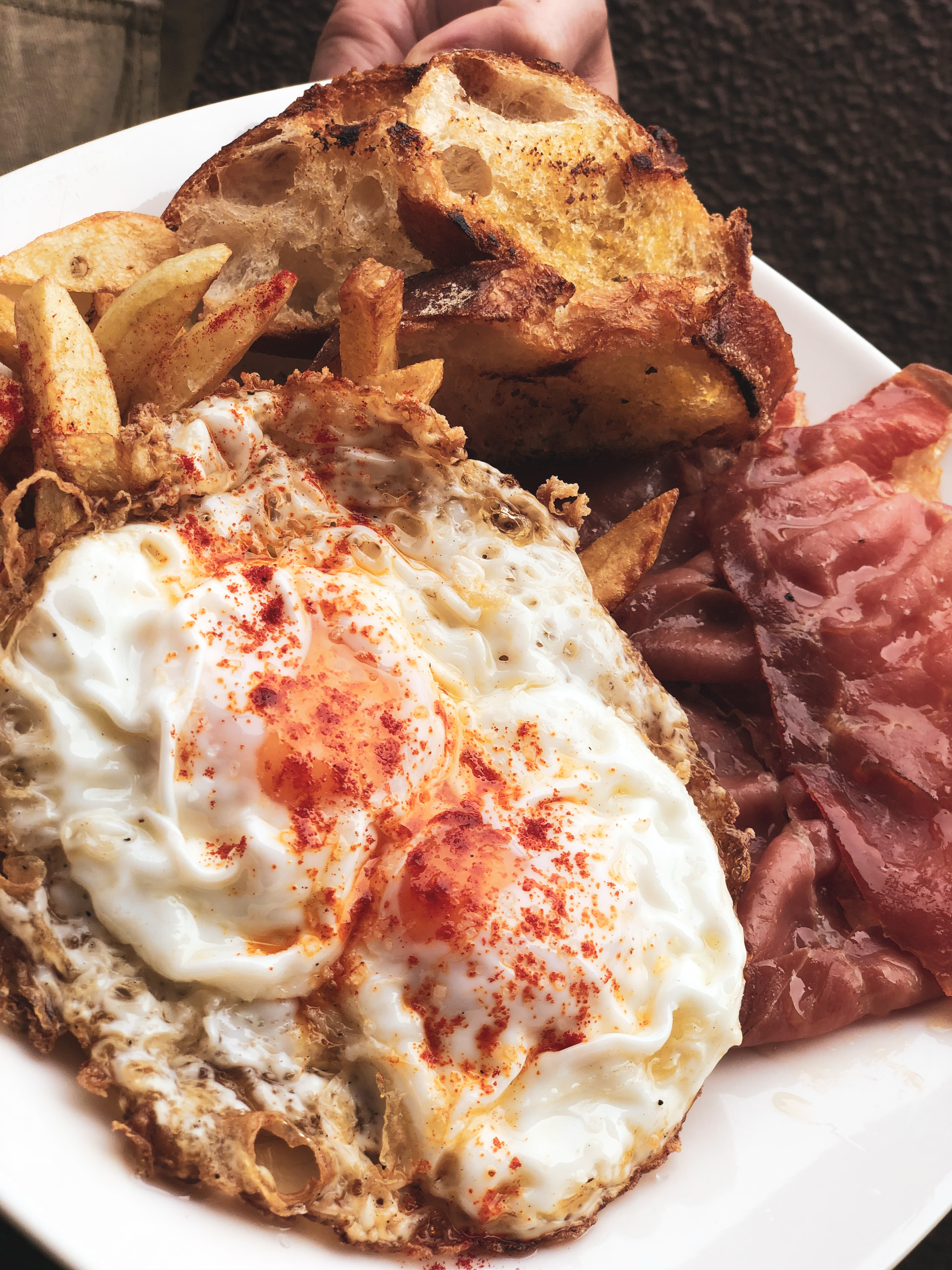

El dos y pingada es un plato típico de la provincia de Zamora que se sirve de almuerzo en la mañana del Domingo de Resurrección después de la procesión de la Cofradía de la Santísima Resurrección. Consiste en dos huevos fritos, dos o tres magras de cerdo pasadas por la sartén (la magra es el jamón serrano a medio curar, o incluso más fresco) y pan. Es un plato que se sirve recién hecho. 

## Costumbres
Se trata de una preparación culinaria muy ligada al final de la festividad de la Semana Santa de Zamora. Cada vez es más frecuente que los zamoranos se congreguen en el bosque de Valorio para disfrutar de esta preparación. Pueden encontrarse pequeñas obras en el cancionero popular zamorano como es:

Ya resucitó el señor

y repican las campanas.
Prepara el almuerzo, chica,
y fríe dos y pingada
romancero zamorano

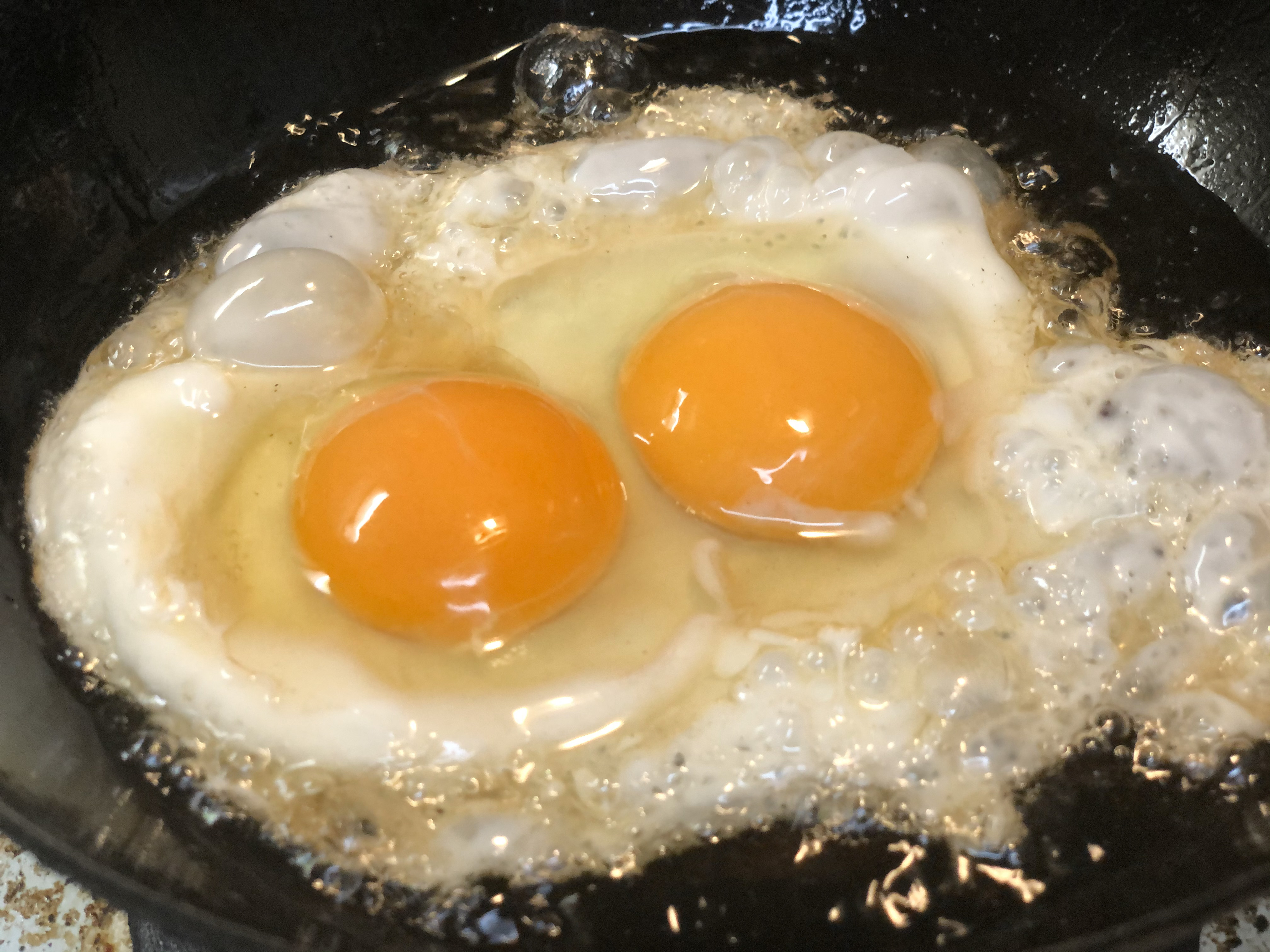

El contenido en esta preparación culinaria post-Cuaresma puede incluir carne de cerdo procedente de la matanza que habitualmente se traduce en jamón, chorizos, o morcillas. La costumbre emplea jamón crudo, o en proceso de curación (magra). Alimento prohibido instantes antes, acto que viene a indicar la finalización del ayuno cuaresmal. Algunos autores añaden salsa de tomate.